# Max Buchholz
Pour les articles homonymes, voir Buchholz.
Max Buchholz, né le 13 février 1875 à Krefeld - mort le 4 janvier 1956 à Cassel, est l'inventeur du relais Buchholz.

## Publications
- Programm für die Versuche mit dem Buchholz-Schutz für Transformatoren mit und ohne Ausgleichsgefäss, Schalter usw. am 23. okt. 1927 beim Kraftwerk Main-Wesen" im Netz der preussischen Kraftwerke "Oberweser" Akt.Ges. Kassel; Kasseler Post, 1927
- Niederschrift über die Versuche mit dem Buchholz-Schutz für Transformatoren mit und ohne Oel-Ausgleichgefäß, Schalter, Motore usw. am 23. Okt. 1927 beim Großkraftwerk Borken (Hessen) der Preußischen Elektrizitäts-Aktien-Ges., Abt. Kassel; Preuss. Elektrizitäts A.-G., Abt. Kassel, 1928